# Synidotea lata
Synidotea lata är en kräftdjursart som beskrevs av Gurjanova 1933. Synidotea lata ingår i släktet Synidotea och familjen tånglöss. Inga underarter finns listade i Catalogue of Life.